# Glodu (okręg Vâlcea)
Glodu – wieś w Rumunii, w okręgu Vâlcea, w gminie Dănicei. W 2011 roku liczyła 203 mieszkańców.